# Trixoscelis franzi
Trixoscelis franzi är en tvåvingeart som beskrevs av Soos 1979. Trixoscelis franzi ingår i släktet Trixoscelis och familjen myllflugor. Inga underarter finns listade i Catalogue of Life.